# Lenguas mundurukú
La subfamilia de lenguas mundurukú o mundurucú es un conjunto de dos lenguas indígenas de América habladas en Brasil. La lengua mundurukú, que da su nombre al grupo, se mantiene vigorosa pese a que durante la segunda mitad del siglo XX la población disminuyó 10 veces debido a enfermedades exóticas y malaria; al comenzar el siglo XXI la población étnica iba en aumento.
Es una subfamilia del tronco tupí, el de mayor extensión geográfica en el territorio de América del Sur.
| Lengua    | Cobertura geográfica                                                                   | N.º estimado de hablantes                                  | Código ISO/DIS 639-3 |
| --------- | -------------------------------------------------------------------------------------- | ---------------------------------------------------------- | -------------------- |
| Kuruáya   | Tributarios del bajo río Xingú, Pará (Brasil)                                          | 52 (1991) 10 (2009)                                        | [kyr]                |
| Mundurukú | Cursos medio y bajo de los ríos Tapajós y Madeira, estados de Pará y Amazonas (Brasil) | 1.460 (1991) 2.000-3.760 (1997) 7.000 (2000) 10.100 (2002) | [myu]                |